# ماساهيتو يوشيوكا
ماساهيتو يوشيوكا (باليابانية: Masahito YOSHIOKA، بالروماجي: 吉岡昌仁) (ولد في 1959 - توفي في 14 يناير 2016) هو منتج أنيمي ياباني ينتمي إلى شركة طوكيو موفي شينشا.
كذلك هو المنتج السابق لقسم التخطيط في الشركة، وكذلك أستاذ زائر بجامعة ديجيتال هوليوود.
شارك بالعديد من الأنيميات مثل المسلسل التلفزيوني «المحقق كونان».

## روابط خارجية
- ماساهيتو يوشيوكا على موقع IMDb (الإنجليزية)